# Corona del Mar State Beach

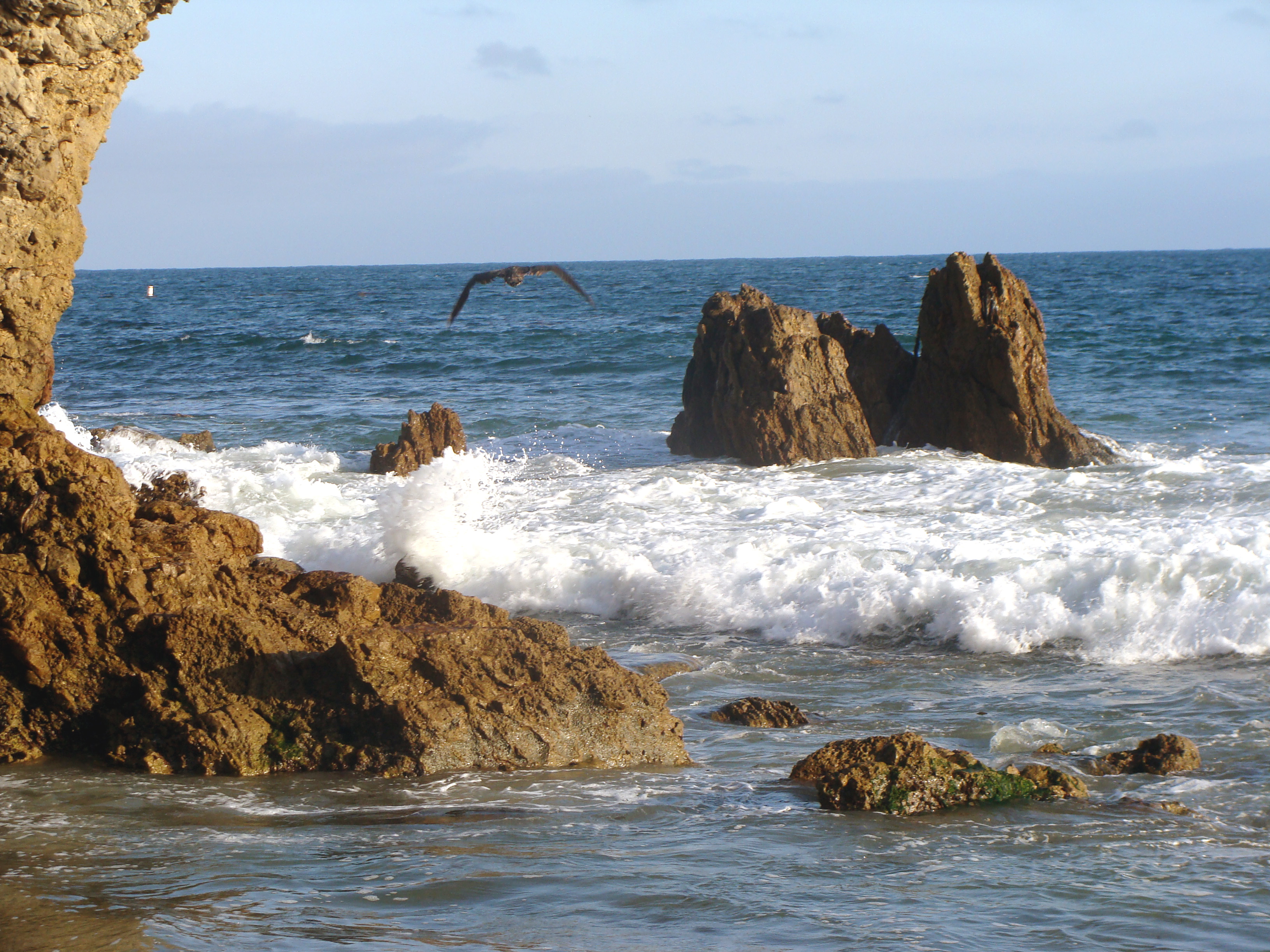
Felsen am Strand

Der Corona del Mar State Beach (Corona del Mar span. für „Meereskrone“) ist ein State Beach in Corona del Mar, einem Stadtteil von Newport Beach im US-Bundesstaat Kalifornien. Der geschützte Strandabschnitt erstreckt sich entlang der Küstenlinie des Pazifischen Ozeans.

## Geographie
Der Sandstrand wird landseitig von hohen Klippen eingerahmt. Eine kleine Mole bildet die Osteinfahrt zur Newport Bay und zum Newport Harbor, dem Hafen von Newport Beach. Die Küstenlinie hat eine Länge von etwa 800 Metern. Der Corona del Mar State Beach kann über den Oceanfront Boulevard erreicht werden. Oberhalb der Küstenlinie thronen mehrere Wohnhäuser.
Das Gelände ist ein beliebter Platz zum Sonnenbaden und Schwimmen. Bei Ebbe kann man in den Felsen am Meer umhergehen und kleinem Meeresgetier in den Gezeitentümpeln (tidepools) zusehen. Es gibt mehrere Netze, die zum Beachvolleyball einladen. Der Strand ist ein beliebtes Ziel von Surfern. Direkt vor der Küste befinden sich einige hervorragende surf spots, darunter auch das bekannte The Wedge.

## Geschichte
Der Corona del Mar State Beach war bis in die 1930er-Jahre ein beliebter Ort unter Surfern. Die Errichtung einer Mole am Hafen von Newport Beach lenkte die Brandung jedoch weitgehend ab und konzentrierte sich nun auf The Wedge. Die Welle kann bei optimalem Seegang große Höhen erreichen. Da meist das ganze Jahr über gute Bedingungen herrschen, ist dieser Strandabschnitt stets von zahlreichen Surfern bevölkert. 
Die Surferlegende Duke Kahanamoku hat im Jahre 1925 am Corona del Mar State Beach als erster Mensch ein Surfbrett zu Rettungszwecken benutzt. Kahanamoku kam dabei einem Fischerboot zu Hilfe, das in der starken Brandung gekentert war.